# ویلیام فرانکنا
ویلیام کی. فرانکنا (به انگلیسی: William Frankena) (زاده ۱۹۰۸-مرگ ۱۹۹۴)فیلسوف اخلاق و استاد دانشگاه و صاحب کرسی در دانشگاه میشیگان.
فرانکنا عضو گروه فلسفه دانشگاه میشیگان به مدت ۴۱ سال (۱۹۳۷-۱۹۷۸) بود، و به مدت ۱۴ سال (۱۹۴۷–۶۱) رئیس گروه فلسفه بود.

## زندگی
پدر و مادر فرانکنا در سنین نوجوانی به ترتیب در سالهای ۱۸۹۲ و ۱۸۹۶ از هلند به آمریکا مهاجرت کردند. ویلیام فرانکنا فرزند دوم از بین سه فرزند پدر و مادرش بود. او در منهتن، مونتانا به دنیا آمد و در میشیگان غربی و منهتن، مونتانا بزرگ شد. او به زبان‌های فریسی و هلندی سخن می‌گفت. مادر ویلیام در حالی که او ۹ ساله بود درگذشت. ویلیام در سال ۱۹۲۶ از دبیرستانی در شهر هلند، میشیگان فارغ‌التحصیل شد.
فرانکنا در سال ۱۹۳۰ مدرک کارشناسی خود در ادبیات انگلیسی و فلسفه را از کالج کالوین دریافت کرد، و در سال ۱۹۳۱ مدرک کارشناسی ارشد خود را از دانشگاه میشیگان دریافت کرد و در سال ۱۹۳۷ دومین مدرک کارشناسی ارشد و دکترای خود را از دانشگاه هاروارد دریافت کرد. در هاروارد تحت نظارت آلفرد نورث وایت‌هد و در کمبریج تحت نظارت جرج ادوارد مور به تحصیل مشغول شد. رساله دکتری فرانکنا بررسی آثار جرج ادوارد مور در زمینه اخلاق بود. فرانکنا در زمان جنگ جهانی دوم در دانشگاه میشیگان به تدریس تاریخ آمریکا پرداخت.

## زندگی علمی
در زمانی که فرانکنا عضو دانشکده فلسفه دانشگاه میشیگان بود به خاطر دفاع از آزادی آکادمیک در دوره مک‌کارتیسم شناخته شد. پس از این دوره او بیش از پیش به چاپ کتاب و مقاله‌های خود اهتمام ورزید. فرانکنا مسئولیت‌های اجرایی زیادی را نیز برعهده گرفت که می‌توان به ریاست انجمن فلسفه آمریکا و عضویت در فرهنگستان هنر و علوم آمریکا اشاره کرد. فرانکنا در زمینه فلسفه اخلاق یکی از مهم‌ترین فیلسوفان دنیای انگلیسی زبان پس از جنگ جهانی دوم به حساب می‌آید. او در زمینه اخلاق، فلسفه اخلاق، تاریخ اخلاق، تدریس اخلاق، روانشناسی اخلاق، اخلاق عملی و دینی، و فلسفه آموزش و پرورش مقاله و کتاب‌هایی نوشته‌است، همچنین مدل قیاس عملی فرانکنا الگوی روش تحقیق استنتاج عملی است. مجله مونیست شماره ژولای ۱۹۸۱ خود را به بررسی فلسفه ویلیام فرانکنا اختصاص داد.